# Cratere Green (Marte)
Green è un cratere sulla superficie di Marte.
Il cratere è dedicato all'artista e astronomo britannico Nathaniel Everett Green.